# أبو سعيد السيرافي
اَلسِّيرَافِيُّ (284 - 368 هـ): أَبُو سَعِيدٍ اَلْحَسَنُ بْنُ عَبْدِ اللَّهِ بْنِ اَلْمَرْزُبَانِ اَلسِّيرَافِيُّ النَّحْوِيُّ المعروف بالقاضي؛ ولد في سيراف وبها ابتدأ بطلب العلم، وخرج منها قبل العشرين ومضى إلى عُمان وتفقه بها، ثم عاد إلى سيراف، ومضى إلى عسكر مكرم فأقام بها عند أبي عبد الله محمد بن عمر المتكلم، وكان يقدمه ويفضله على جميع أصحابه، ودخل بغداد، وخلف القاضي أبا محمد ابن معروف على قضاء الجانب الشرقي ثم الجانبين. وكان من أعلم الناس بنحو البصريين. قرأ القرآن الكريم على أبي بكر ابن مجاهد، واللغة على ابن دريد، والنحو على أبي بكر ابن السراج النحوي، وكان الناس يشتغلون عليه بعدة فنون: القرآن الكريم والقراءات، وعلوم القرآن والنحو واللغة والفقه والفرائض والحساب والكلام والشعر والعروض والقوافي.

## أخلاقه ومناقبه
كان أبو سعيد زاهدًا لا يأكل إلا من كسب يده، ولا يخرج من بيته إلى مجلس الحكم ولا إلى مجلس التدريس في كل يوم إلا بعد أن ينسخ عشر ورقات، يأخذ أجرها عشرة دراهم قدر مؤنته، ثم يخرج إلى مجلسه. قال أبو حيان التوحيدي في تقريظ السيرافي: أبو سعيد السيرافي شيخ الشيوخ، وإمام الأئمة معرفة بالنحو والفقه واللغة والشعر والعروض والقوافي والقرآن والفرائض والحديث والكلام والحساب والهندسة، أفتى في جامع الرصافة خمسين سنة على مذهب أبي حنيفة فما وجد له خطأ ولا عثر له على زلة. كان أبوه مجوسيًا اسمه بهزاد فلما أسلم سماه عبد الله. وكان بينه وبين أبي الفرج الأصفهاني صاحب كتاب الأغاني ما جرت العادة بمثله بين الفضلاء من التنافس، فقال فيه أبو الفرج:

## مناظرته مع متى بن يونس
لأبي سعيد مناظرة شهيرة مع المنطيق متى بن يونس في مجلس الوزير أبي الفتح جعفر بن الفرات. كان أبو سعيد ناقدًا للمنطق اليوناني لا سيما الأرسطي ويراه دخيلًا على العرب وليس بمنطق عالمي متعالي، فكان يقول منطق أرسطو هو نحو اليونان. وليوضح مقصده طرح مثالًا وهو حرف الواو وقال أن معاني الواو عند أرسطو تختلف عن معاني الواو عند العرب. انتهت المناظرة باعتراف الوزير بانتصار أبي سعيد إلا أن متى لم يقرهم على هذا.
وهي مناظرة عظيمة القدر، فيها معان جليلة وإلزامات مفحمة، وعبارات بليغة مستملحة. وقد أوردها مطولة بتمامها التوحيدي في الليلة الثامنة من الإمتاع والمؤانسة. وهي صورة صادقة لما كان عليه علماء الإسلام من وضوح المحجة ونصوع الحجة.

## وفاته
توفي يوم الاثنين ثاني رجب سنة 368هـ ببغداد، وعمره أربع وثمانون سنة، ودفن بمقبرة الخيرزان وقيل أنه توفي سنة أربع وستين، وقيل سنة خمس وستين، والصحيح هو الأول والله أعلم.